# Осока влагалищная
Осо́ка влага́лищная (лат. Carex vaginata) — многолетнее травянистое растение, вид рода Осока (Carex) семейства Осоковые (Cyperaceae).

## Ботаническое описание

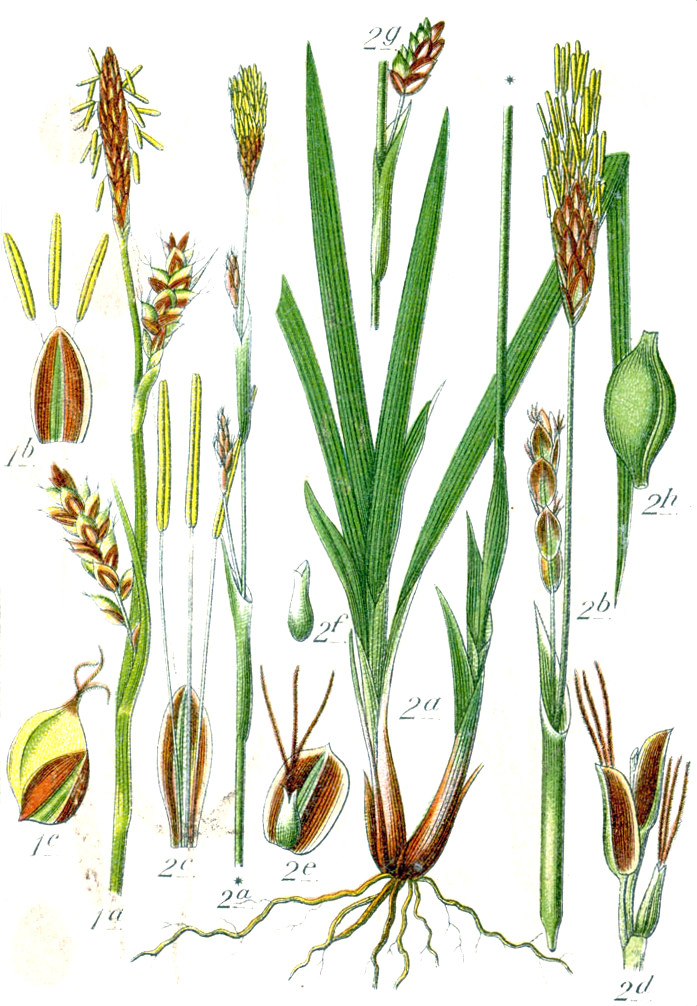
2 — Carex vaginata

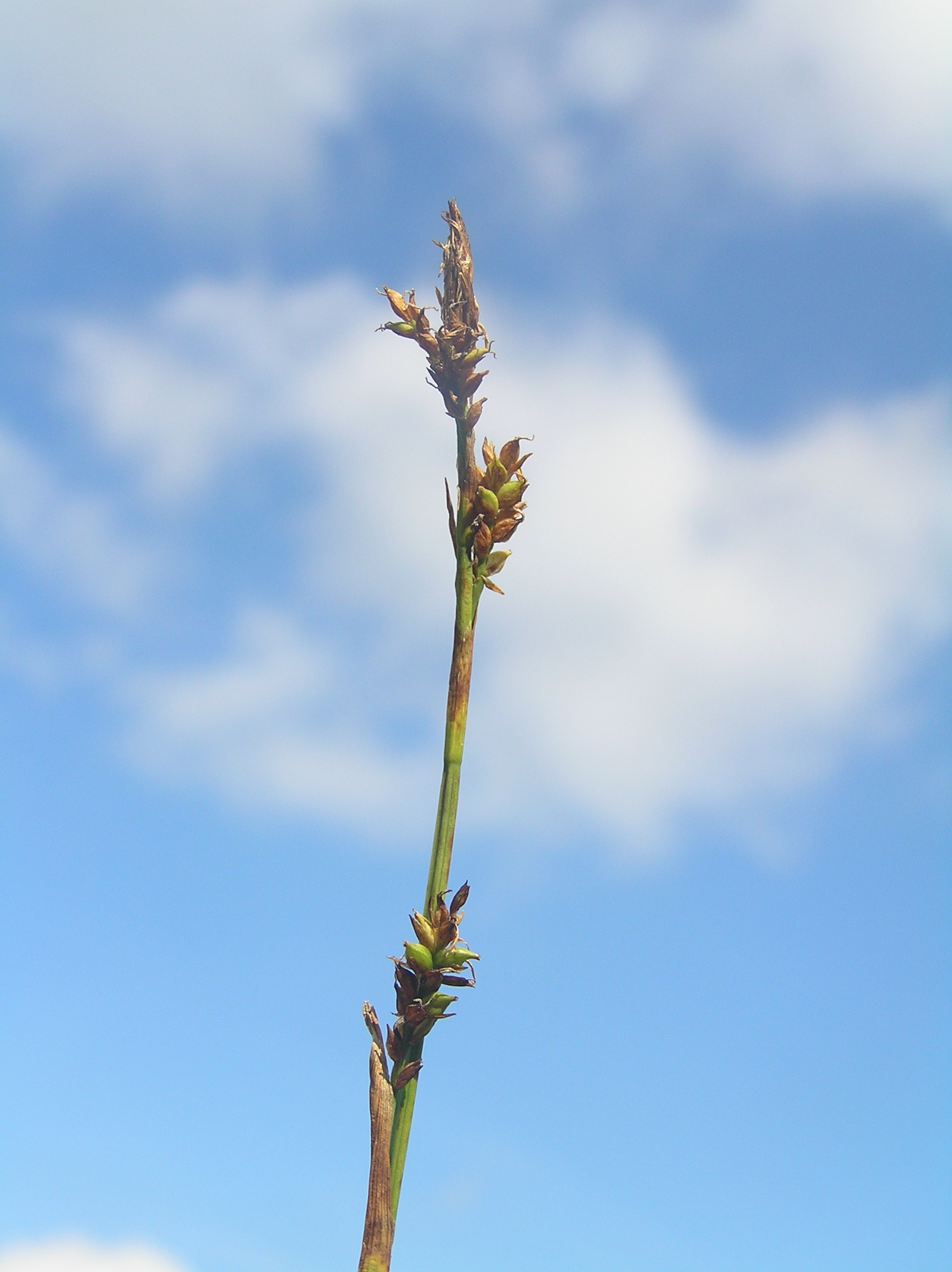
Соцветие

Ярко-зелёное растение с ползучими корневищами, с восходящими тонкими и длинными побегами. Репродуктивные побеги центральные.
Стебли тупо-трёхгранные, гладкие, 30—50 см высотой.
Листовые пластинки ярко-зелёные, часто отогнутые вниз, 3—5(7) мм шириной, коротко заострённые, короче стебля.
Соцветие 5—8(16) см длиной из сильно расставленных колосков. Верхний колосок тычиночный, булавовидный, 1—1,5(2) см длиной со светло-ржавыми яйцевидными, островатыми чешуями; остальные 2—3 пестичные, редкоцветковые (особенно книзу), рыхловатые, продолговатые, 1—2,5 см длиной, на длинных, до 3—5 см длиной ножках, прямостоячие; чешуи пестичных колосков ржаво-коричневые с широкой зелёной полосой вдоль средней жилки, тупые, книзу островатые, по краю перепончатые, с 1—3 жилками, короче мешочков. Рылец 3. Мешочки зеленовато-жёлтые, округло-трёхгранные, иногда вздутые, широкоэллиптические, (3,5)4—4,5(5) мм длиной, в основании округлые, с неясными жилками или без жилок, почти сидячие, голые, иногда по всей поверхности или только вверху с папиллами; носик 0,6—1,2 мм длиной, немного изогнутый, коротко-двузубчатый или сзади цельный, а спереди глубоко выемчатый, глубина его передней выемки 0,2—0,3(0,5) мм. Нижний кроющий лист может с влагалищем до 2—3 см длиной, кверху расширенным и укороченной, до 2—2,5 см длиной, широкой, быстро заострённой пластинкой короче соцветия.
Плодоносит в мае-июне.
Число хромосом 2n=32, 48.
Вид описан из Чехии.

## Распространение
Северная Европа: Исландия, Скандинавия, в том числе арктическая, Финляндия и к востоку от 10° восточной долготы; Атлантическая Европа: Великобритания (северная часть); Центральная Европа: горы; Прибалтика; Европейская часть России: к северу от 50° северной широты; Арктическая часть России: Мурман, Канин, Тиманская, Малоземельская и Большеземельская тундры, остров Колгуев, Полярный Урал, Ямал, Гыданская тундра, низовья Енисея, Таймыр (у юго-восточного побережья Таймырского озера), правобрежье Хатанги, бассейн Анабара и Оленёка, низовья Лены, долина Индигирки, низовья Колымы (Походск, Нижние Кресты), Северный Анюйский хребет (гора Урней), бассейн Чаунской губы, Чукотский полуостров, бассейн Анадыря и Пенжины; Украина: Карпаты (Черногора), окрестности Киева; Кавказ: окрестности Ставрополя, Большой Кавказ, Южное Закавказье (Армения: Мегринский район); Урал; Западная Сибирь: юг бассейна Оби, окрестности Тюмени и Кургана, Алтай (бассейн Чулышмана); Восточная Сибирь: Средне-Сибирское плоскогорье, Верхоянский хребет; окрестности Енисейска и Красноярска, бассейн Мархи, Предбайкалье, Забайкалье, Центральная Якутия, бассейн верхних притоков Колымы; Дальний Восток: побережья Охотского моря, Камчатка, Сахалин, Приамурье, Приморье; Казахстан: окрестности Кокчетава; Центральная Азия: Монголия; Восточная Азия: Япония (острова Хоккайдо и Хонсю), Корейский полуостров, Северо-Восточный Китай; Северная Америка: северу от 42° северной широты, в том числе Арктическая Аляска, арктическое побережье Канады, Лабрадор, южные острова Канадского Арктического архипелага, Восточная Гренландия (между 72 и 78° северной широты).
Растёт в сыроватых лесах и кустарниках, на лесных лугах, опушках, полянах, просеках, вдоль лесных дорог, иногда в лесотундровых берёзовых и лиственничных редколесьях, мохово-кустарниковых, осоково-пушицевых тундрах, по разнотравных сырым луговинам, гипновым болотам, долинам рек; на равнине, в лесном и верхнем поясах гор, в  том числе и горных тундрах.

## Значение и применение
По наблюдениям О. И. Семенова-Тян-Шанского в Лапландском заповеднике растение летом поедается северным оленем (Rangifer tarandus Linnaeus).

## Систематика
В пределах вида выделяются две разновидности:
- Carex vaginata var. petersii (C.A.Mey. ex Schmidt) Akiyama — Осока серповидная; Восточная Сибирь, Дальний Восток, Центральная и Восточная Азия
- Carex vaginata var. vaginata — Осока влагалищевидная, или Осока холодная; Европа, Сибирь, Дальний Восток, Центральная Азия, Северная Америка

Подвид Carex vaginata C.B.Clarke, приведённые во «Флоре СССР» и описанный из арктической Норвегии, является акртической формой Carex vaginata var. vaginata. Растения из арктических районов и альпийского пояса гор отличаются от растений лесной зоны только более низким ростом и более интенсивной окраской кроющих чешуй (иногда они сплошь окрашены) и носиков мешочков.
Подвид Carex vaginata var. petersii (C.A.Mey. ex Schmidt) Akiyama отличается заметно более глубокой выемкой носика и большим числом хромосом, российскими ботаниками выделяется в отдельный вид Carex falcata.